# NGC 4615
NGC 4615 é uma galáxia espiral (Scd) localizada na direcção da constelação de Coma Berenices. Possui uma declinação de +26° 04' 22" e uma ascensão recta de 12 horas, 41 minutos e 37,5 segundos.
A galáxia NGC 4615 foi descoberta em 9 de Maio de 1864 por Heinrich Louis d'Arrest.